# Cystactinia ocalana
Cystactinia ocalana är en nässeldjursart som först beskrevs av Brooks 1964.  Cystactinia ocalana ingår i släktet Cystactinia och familjen Hydractiniidae. Inga underarter finns listade i Catalogue of Life.